# 波馬科查湖 (比爾卡斯瓦曼省)

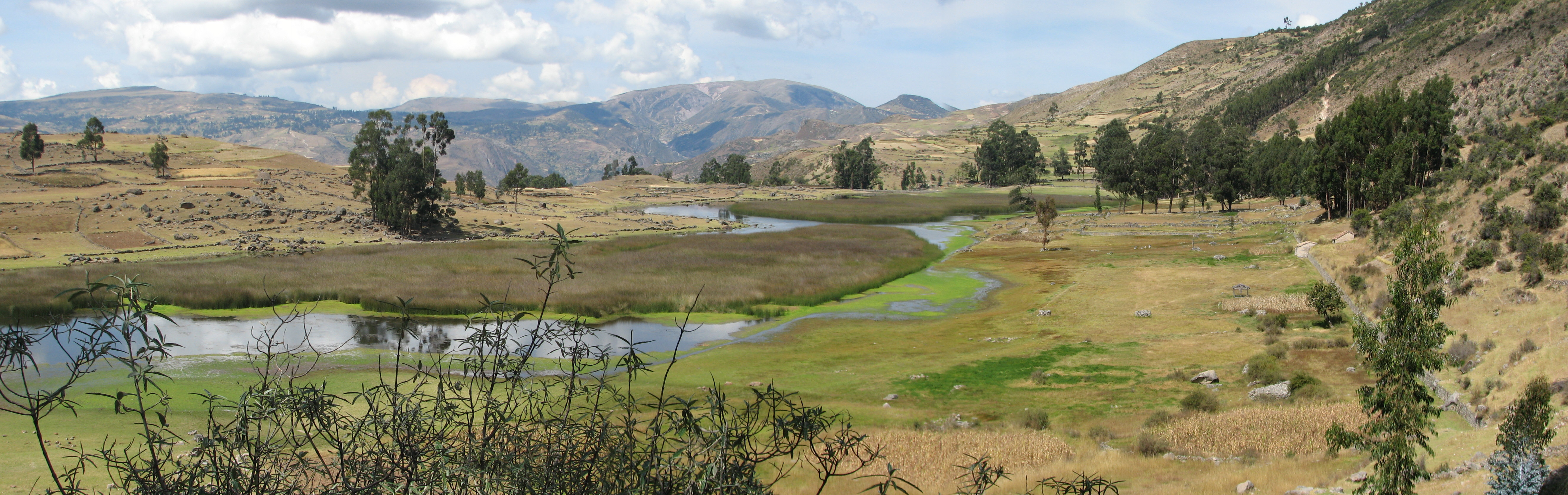

13°35′58″S 74°00′45″W / 13.59944°S 74.01250°W
波馬科查湖（西班牙語：Laguna de Pumacocha），是秘魯的湖泊，位於該國中南部阿亞庫喬大區，由比爾卡斯瓦曼省的比斯瓊戈區負責管轄，長0.86公里、寬0.17公里，海拔高度3,300米。